# Mario Capecchi
Mario Ramberg Capecchi (Verona, 6 de outubro de 1937) é um biólogo geneticista ítalo-estadunidense.
Recebeu o doutoramento honoris causa em medicina e cirurgia pela Universidade de Florença em 2005.
Foi co-galardoado com o Nobel de Fisiologia ou Medicina de 2007. É professor de genética humana e biologia na Universidade de Utah.
É conhecido por seu trabalho pioneiro na identificação de genes de células estaminais de embriões de ratos, que possibilitaram técnicas transgénicas, incluindo a clonagem e modificação genética. Este trabalho foi premiado com o Nobel de Fisiologia ou Medicina.